# Premio Schock
I premi Schock furono istituiti per volontà del filosofo e artista Rolf Schock (1933 - 1986). Furono assegnati per la prima volta a Stoccolma in Svezia nel 1993 ogni due anni e dal 2005 sono assegnati ogni tre anni. Ciascun beneficiario riceve 400.000 corone svedesi che corrispondono a poco più di 43.000 euro. I premi si dividono in quattro categorie e vengono assegnati da una commissione di tre membri delle Accademie Reali Svedesi:
- Logica e Filosofia, decisi dalla Accademia Reale Svedese delle Scienze;
- Matematica, decisi dalla Accademia Reale Svedese delle Scienze;
- Arti visuali, decisi dalla Accademia Reale Svedese delle Arti;
- Arti musicali, decisi dalla Accademia Reale Svedese della Musica.

## Premiati in Logica e Filosofia
- 1993: Willard Van Orman Quine (USA)
- 1995: Michael Dummett (Regno Unito)
- 1997: Dana S. Scott (USA)
- 1999: John Rawls (USA)
- 2001: Saul Aaron Kripke (USA)
- 2003: Solomon Feferman (USA)
- 2005: Jaakko Hintikka (Finlandia - USA)
- 2008: Thomas Nagel (Jugoslavia - USA)
- 2011: Hilary Putnam (USA)
- 2014: Derek Parfit (Regno Unito)
- 2017: Ruth Millikan (USA)
- 2018: Saharon Shelah (Israele)
- 2020: Dag Prawitz e Per Martin-Löf (Svezia)

## Premiati in Matematica
- 1993: Elias M. Stein (USA)
- 1995: Andrew Wiles (Regno Unito)
- 1997: Mikio Satō (Giappone)
- 1999: Yurij Manin (Germania)
- 2001: Elliott H. Lieb (Germania)
- 2003: Richard P. Stanley (USA)
- 2005: Luis Caffarelli (Argentina - USA)
- 2008: Endre Szemerédi (Ungheria - USA)
- 2011: Michael Aschbacher (USA)
- 2014: Yitang Zhang (Cina - USA)
- 2017: Richard Schoen (USA)
- 2018: Ronald Coifman (USA)

## Premiati in arti visuali
- 1993: Rafael Moneo (Spagna)
- 1995: Claes Oldenburg (USA)
- 1997: Torsten Andersson (Svezia)
- 1999: Jacques Herzog e Pierre de Meuron (Svizzera)
- 2001: Giuseppe Penone (Italia)
- 2003: Susan Rothenberg (USA)
- 2005: Kazuyo Sejima e Ryūe Nishizawa (Giappone)
- 2008: Mona Hatoum (Libano - (Regno Unito)
- 2011: Marlene Dumas (Sudafrica - (Paesi Bassi)
- 2014: Anne Lacaton e Jean-Philippe Vassal - (Francia)
- 2017: Doris Salcedo (Colombia)
- 2018: Andrea Branzi (Italia)

## Premiati in arti musicali
- 1993: Ingvar Lidholm (Svezia)
- 1995: György Ligeti (Germania)
- 1997: Jorma Panula (Finlandia)
- 1999: Kronos Quartet (USA)
- 2001: Kaija Saariaho (Finlandia)
- 2003: Anne Sofie von Otter (Svezia)
- 2005: Mauricio Kagel (Argentina - Germania)
- 2008: Gidon Kremer (Lettonia)
- 2011: Andrew Manze (Regno Unito)
- 2014: Herbert Blomstedt (Svezia)
- 2017: Wayne Shorter (USA)
- 2018: Barbara Hannigan (Canada)